# Anubis Gate
Pour les articles homonymes, voir Anubis (homonymie).
Anubis Gate est un groupe de metal progressif et power metal danois, originaire d'Aalborg. Formé en 2001, le groupe est actuellement signé au label Nightmare Records. Il compte un total de six albums à son actif, dont le dernier, Horizons, est sorti le 15 avril 2014.

## Biographie

### Débuts etPurification(2001–2006)
Anubis Gate est formé en 2001 à Aalborg. La plupart des membres originels d'Anubis Gate se côtoient depuis le milieu des années 1980, et jouent ensemble dans différents groupes avant de réellement former Anubis Gate en 2003.
Purification, leur premier album, est publié le 26 avril 2004. Kim Olesen et Henrick Fevre y participent en tant qu'invités occasionnels sur certains titres, à la fois en tant que co-auteurs et musiciens. Après la sortie de l'album, en 2005, ils sont tous les deux intégrés au line-up officiel du groupe, qui de trio devient donc un quintet. C'est sous cette forme que sort le deuxième album, A Perfect Forever, le 19 septembre 2005. Torben Askholm quitte le groupe peu après la sortie de A Perfect Forever. En plus de jouer de la basse, c'est Henrick Fevre qui chantera pour quelques concerts, les premiers du groupe ; qui n'en fera qu'une poignée pendant sa carrière. En janvier 2006, c'est Jacob Hansen (ami du groupe et producteur des deux premiers disques d'Anubis Gate) qui reprend le micro.

### Andromeda Unchained(2007–2008)
Le troisième album, et le premier avec Jacob Hansen au chant, sort le 14 août 2007, et s'intitule Andromeda Unchained. Cet album marque une évolution pour le groupe, avec un son plus travaillé, une musicalité plus progressive, un scénario abouti (il s'agit d'un album-concept). L'album est nommé dans trois catégories aux Danish Metal Award en 2008 et remporte le prix dans la catégorie « meilleure couverture ».

### The Detached(2009–2011)
C'est sous le même line-up que le groupe sort The Detached le 30 mars 2009. Comme le précédent album, il est plus progressif que les débuts, dans la veine d'Andromeda Unchained. C'est aussi un album-concept, dont le scénario est rédigé par Martin Rauff. En 2010, l'album est encore une fois nommé pour trois Danish Metal Award et remporte celui de la meilleure production. En 2011, alors que le cinquième album est en cours d'écriture, le chanteur Jacob Hansen annonce qu'il quitte le groupe. Il restera producteur des prochains disques. Comme en 2005, c'est à nouveau Henrick Fevre qui reprend le rôle de chanteur principal (il chantait déjà la voix principale sur Take Me Home dans l'album Andromeda Unchained). Le groupe devient un quatuor, le même que lors de ses premiers concerts. 

### Horizonset septième album (depuis 2011)
En mars 2011, Anubis Gate signe un nouveau contrat avec le label Nightmare Records, et annonce la sortie d'un nouvel album avant la fin de l'année. Anubis Gate sort le 13 septembre 2011. Pour la première fois, le groupe choisit un titre pour en faire un single et tourne un vidéoclip pour Golden Days. En 2012, Anubis Gate est co-tête d'affiche du festival Prog Power en Europe. Le guitariste et membre fondateur Jesper M. Jensen quitte Anubis Gate en 2012. Il sera remplacé par Michael Bodin, du groupe Third Eye. Quelques semaines plus tard, c'est un autre membre fondateur qui annonce son départ du groupe, le batteur Morten Sørensen. C'est son homonyme, Morten Gade Sørensen (Pyramaze), qui le remplace.
Au printemps 2013, le groupe annonce travailler sur un sixième album avec ce nouveau line-up. L'album doit s'appeler Horizons et sortir fin-2013. Finalement, l'album est retardé, mais le 31 octobre 2013, le groupe propose le téléchargement gratuit de leur premier EP, Sheep. Il contient une version alternative d'un titre qui sera sur Horizons (Destined to Remember), ainsi que deux reprises : Sheep de Pink Floyd et Broken Wings de Mr. Mister. L'album Horizons est publié le 15 avril 2014. Cette sortie marque le dixième anniversaire du groupe. 
Anubis Gate est annoncé le 11 septembre 2015 au festival Prog Power d'Atlanta, aux États-Unis, mais annule à cause de problèmes de santé au sein du groupe,. En septembre 2016, le groupe publie un coffret limité intitulé Orbits les quatre premiers albums et un disque bonus. Le coffret est financé par les fans grâce à un appel aux dons sur Kickstarter. En 2016, le groupe annonce sur sa page Facebook un septième album prévu pour 2017.
Leur septième album Covered In Black est sorti le 1er septembre 2017. L’album est plus sombre et plus dissonant que d’habitude inspiré par les mêmes problèmes de santé qui ont annulé Prog power 2015. Des vidéos ont été tournées pour The Combat and Black, et l’album a généralement été bien reçu, bien que certains aient été légèrement rebutés par l’ambiance plus sombre. Pour soutenir l’album, une petite tournée a été prévue au Danemark en 2018.
Le groupe a besoin d’une pause après l'album Covered In Black, et a eu l’idée de faire un album de reprises. L’idée de couvrir d’autres matériaux n’est pas étrange pour le groupe, car chaque session d’enregistrement depuis 2007 a contenu au moins une reprise (qui sont toutes disponibles sur le coffret Orbits). En guise de contrepoids à son prédécesseur, l’album porte bien le nom de Covered In Colours, contenant des titres dont les membres ont été grandement inspirés dans leur jeunesse, leur carrière et par leurs contemporains. 14 chansons de sources aussi diverses que le thrash metal, le jazz fusion, la pop psychédélique des années 1960, le rock prog des années 1970, le synth pop des années 1980, le rock artistique et plus encore, mais réorganisées pour s’adapter au groupe et au genre. L’album a été produit et mixé par Kim Olesen et sorti le 24 avril 2020.
L'histoire du groupe est marquée par le décès du membre fondateur Jesper M. Jensen en octobre 2020.
10 nouvelles chansons originales ont été écrites et enregistrées en août 2021, mais en raison de problèmes divers en dehors du groupe, elles ont continué à être reportées. En janvier 2023, le travail de mixage est finalement repris par Kim Olesen (masterisé par Jacob Hansen). Un mois plus tard, un nouveau contrat avec le label néerlandais No Dust Records a été signé et la date de sortie de Interference est fixée au 2 juin 2023.

## Membres

### Membres actuels
- Henrick Fevre - basse (depuis 2005, musicien additionnel entre 2003 et 2005), chant (depuis 2011)
- Kim Olesen - guitare, claviers (depuis 2005, musicien additionnel entre 2003 et 2005)
- Michael Bodin - guitare (depuis 2012)
- Morten Gade Sørensen - batterie (depuis 2013)

### Anciens membres
- Torben Askholm - chant (2003-2005)
- Jacob Hansen - chant (2006-2011)
- Morten Sørensen - batterie (2003-2012)
- Jesper M. Jensen - guitare, claviers (2003-2012)

## Discographie

### Albums studio
- 2004 : Purification
  - Liste des titres

| No  | Titre                      | Durée |
| --- | -------------------------- | ----- |
| 1.  | Hall of Two Truths         | 1:29  |
| 2.  | Downward Spiral            | 5:36  |
| 3.  | Purification               | 5:44  |
| 4.  | Hypernosis                 | 6:41  |
| 5.  | In the Comfort of Darkness | 6:38  |
| 6.  | Before Anubis              | 3:02  |
| 7.  | I, Demon                   | 5:58  |
| 8.  | The Shadow                 | 5:22  |
| 9.  | Discrowned                 | 8:23  |
| 10. | Kingdom of Duat            | 2:36  |

- 2005 : A Perfect Forever
  - Liste des titres

| No  | Titre                       | Durée |
| --- | --------------------------- | ----- |
| 1.  | Sanctified                  | 6:36  |
| 2.  | Kingdom Come                | 3:58  |
| 3.  | Future Without Past         | 6:15  |
| 4.  | Curfew                      | 4:59  |
| 5.  | Children of the Pauper King | 6:42  |
| 6.  | Approaching Inner Circle    | 5:37  |
| 7.  | The Wanton Blades of Lust   | 5:32  |
| 8.  | Epitome of Delusion         | 6:41  |
| 9.  | Endless Grief               | 0:46  |
| 10. | A Perfect Forever           | 12:31 |

- 2007 : Andromeda Unchained
  - Liste des titres

| No  | Titre                                           | Durée |
| --- | ----------------------------------------------- | ----- |
| 1.  | Freak Storm at Post Zeta...One Child Missing... | 0:49  |
| 2.  | Snowbound                                       | 6:21  |
| 3.  | Waking Hour                                     | 4:19  |
| 4.  | Andromeda Unchained                             | 4:59  |
| 5.  | Banished from Sector Q                          | 0:37  |
| 6.  | Beyond Redemption                               | 5:50  |
| 7.  | Resurrection Time                               | 5:11  |
| 8.  | Escape Pod                                      | 0:31  |
| 9.  | The White Storm Through My Mind                 | 8:17  |
| 10. | The Final Overture                              | 6:15  |
| 11. | Take Me Home                                    | 5:13  |
| 12. | Point of No Concern                             | 5:59  |
| 13. | The End of Millenium Road                       | 10:17 |
| 14. | The Stars of Canis Minor                        | 1:14  |

- 2009 : The Detached
  - Liste des titres

| No  | Titre                    | Durée |
| --- | ------------------------ | ----- |
| 1.  | On the Detached          | 0:41  |
| 2.  | Find a Way (Or Make One) | 5:48  |
| 3.  | Yiri                     | 7:22  |
| 4.  | List in Myself           | 5:28  |
| 5.  | Dodecahedron             | 5:48  |
| 6.  | Pyramids                 | 8:47  |
| 7.  | Out of Time              | 5:51  |
| 8.  | Bloodoath                | 6:29  |
| 9.  | Ammonia Show             | 2:54  |
| 10. | Options - Going Nowhere  | 9:26  |
| 11. | A Lifetime to Share      | 6:18  |
| 12. | The End...               | 0:23  |

- 2010 : Anubis Gate
  - Liste des titres

| No  | Titre                 | Durée |
| --- | --------------------- | ----- |
| 1.  | Hold Back Tomorrow    | 7:04  |
| 2.  | The Re-formation Show | 6:19  |
| 3.  | Facing Dawn           | 4:59  |
| 4.  | World In A Dome       | 8:08  |
| 5.  | Desiderio Omnibus     | 4:45  |
| 6.  | Oh My Precious Life   | 5:01  |
| 7.  | Golden Days           | 6:26  |
| 8.  | Telltale Eyes         | 4:47  |
| 9.  | River                 | 3:47  |
| 10. | Circumstanced         | 9:08  |

- 2014 : Horizons
  - Liste des titres

| No  | Titre                     | Durée |
| --- | ------------------------- | ----- |
| 1.  | Destined To Remember      | 6:02  |
| 2.  | Never Like This (A Dream) | 4:07  |
| 3.  | Hear My Call!             | 6:23  |
| 4.  | Airways                   | 6:49  |
| 5.  | Revolution Come Undone    | 5:28  |
| 6.  | Breach Of Faith           | 7:20  |
| 7.  | Mindlessness              | 6:31  |
| 8.  | Horizons                  | 4:48  |
| 9.  | A Dream Within A Dream    | 14:09 |
| 10. | Erasure                   | 3:31  |

- 2017 : Covered in Black
  - Liste des titres

| No  | Titre                       | Durée |
| --- | --------------------------- | ----- |
| 1.  | Psychotopia                 | 6:41  |
| 2.  | The New Delhi Assassination | 3:15  |
| 3.  | The Combat                  | 5:43  |
| 4.  | Too Much Time               | 7:34  |
| 5.  | A Journey To Nowhere        | 4:35  |
| 6.  | Black                       | 4:44  |
| 7.  | Blacker                     | 3:47  |
| 8.  | Blackest                    | 2:43  |
| 9.  | Operation Cairo             | 9:17  |
| 10. | From Afar                   | 7:23  |

- 2020 : Covered in Colours
  - Liste des titres

| No  | Titre                      | Durée |
| --- | -------------------------- | ----- |
| 1.  | Still Life In Mobile Homes | 5:23  |
| 2.  | Red                        | 5:40  |
| 3.  | Plantage                   | 4:31  |
| 4.  | Experiment                 | 5:40  |
| 5.  | Chromazone                 | 5:20  |
| 6.  | Glamour Profession         | 6:04  |
| 7.  | Entangled                  | 6:39  |
| 8.  | Atlas                      | 3:35  |
| 9.  | To France                  | 3:47  |
| 10. | Fade To Grey               | 3:23  |
| 11. | S.A.T.O.                   | 4:06  |
| 12. | Agressive Perfector        | 4:11  |
| 13. | Back In Black              | 8:09  |
| 14. | Strawberry Fields Forever  | 7:30  |

- 2023 : Interference
  - Liste des titres

| No  | Titre                              | Durée |
| --- | ---------------------------------- | ----- |
| 1.  | Emergence                          | 4:32  |
| 2.  | Ignorance Is Bliss                 | 7:09  |
| 3.  | Number Stations                    | 8:28  |
| 4.  | The Phoenix                        | 5:23  |
| 5.  | Equations                          | 4:53  |
| 6.  | Dissonance Consonance              | 7:18  |
| 7.  | The Intergalactic Dream Of Stardom | 8:56  |
| 8.  | World Of Clay                      | 5:37  |
| 9.  | Interference                       | 8:53  |
| 10. | Absence                            | 4:59  |

### EP
- 2013 : Sheep